# ジェイムズ・スコット (初代モンマス公爵)

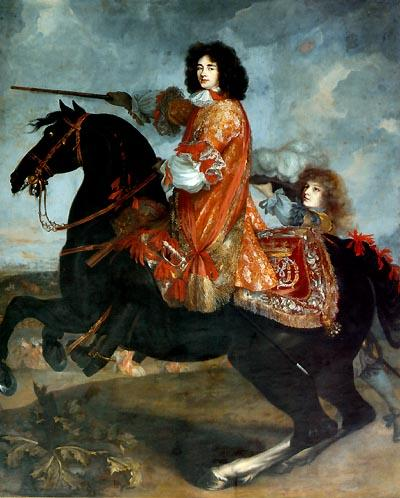
モンマス公爵ジェイムズ・スコット

初代モンマス公爵および初代バクルー公爵ジェイムズ・スコット（James Scott, 1st Duke of Monmouth and of Buccleuch, KG, PC, 1649年4月9日 - 1685年7月15日）は、イングランドの貴族・軍人。爵位はマンマス公とも表記される。

## 生涯
当時イングランド王太子だったチャールズ2世と愛妾ルーシー・ウォルターの子として、オランダのロッテルダムで生まれた。生まれた時は養育した貴族の姓にちなみジェイムズ・クロフツという名前がつけられた。当時チャールズ2世は亡命中の身で、ルーシーからジェイムズを引き取ることができなかった。この時期にチャールズ2世がルーシーと正式に結婚していたと主張する一派から、後年ジェイムズは後継者に祭り上げられることになる。
母と死に別れ、1663年に14歳のジェイムズはイングランドへ渡り父の元に名乗り出た。美男で聡明だったというジェイムズにチャールズ2世は早速モンマス公爵・ドンカスター伯爵・タインデイルのスコット男爵というイングランド貴族の爵位を与え、自分の子として認知する（一旦認知すると、食いはぐれずに済むよう称号と領地を与えるのがチャールズ2世の常だった）。なおかつ、資産家として有名なバクルー伯爵家の女子相続人第4代バクルー伯爵アン・スコットとジェイムズを結婚させ、二人をスコットランド貴族のバクルー公爵・ダルキース伯爵・ホイットチェスターとエスクデイルのスコット卿とした。
1665年、叔父のヨーク公爵ジェームズ（後のジェームズ2世および7世）指揮下で第二次英蘭戦争を戦ってから功績を重ね、オランダ侵略戦争にも参戦、1674年にはアルベマール公爵ジョージ・マンク亡き後の大将軍になるなど軍人として昇進を重ねていった。また、モンマス公爵はプロテスタントであったためカトリックのヨーク公爵をしのぐ人気があり、次の王位を望む声が多かったが、チャールズ2世は頑としてモンマス公爵を嫡子とすることを拒否した。数多くの愛妾を持ったが、キャサリン・オブ・ブラガンザを終生王妃として扱ったように、嫡子と庶子を明確に分けたのである。加えて、オランダ時代のルーシーは奔放な女性で、チャールズ2世以外の男性とも関係があった。モンマス公爵が本当にチャールズ2世との子かどうか疑う声もあったのである。
オランダ侵略戦争終結後はシャフツベリ伯爵アントニー・アシュリー＝クーパーら急進派のホイッグ党と組んでヨーク公爵の王位継承権を剥奪する王位排除法案の成立を図ったり、人気取りのため1679年のスコットランド反乱鎮圧やイングランド巡幸を度々行ったりしている。しかし、こうした行動は父の不興を買い1679年に一時オランダへ退去、同年末に帰国したが1683年のライハウス陰謀事件で名前が出たため再びオランダへ亡命した。オランダでは従弟に当たるオランダ総督ウィレム3世（後のウィリアム3世）・メアリー（後のメアリー2世）夫妻からの歓待を受けて生活していた。
1685年に父が没してヨーク公爵がジェームズ2世として即位すると、スコットランド貴族の第9代アーガイル伯爵アーチボルド・キャンベルと共に反乱を起こしジェームズ2世の即位阻止に動くが、アーガイル伯爵は6月に捕らえられ処刑、モンマス公爵も7月6日のセッジムーアの戦いで完敗。自ら出頭したモンマス公爵は7月15日にタワー・ヒルでジャック・ケッチにより断頭刑に処された。
モンマス公爵の刑死により、モンマス公爵位と彼のバクルー公爵位は没収された。しかし、夫人アン・スコットが自らの権利として保持していたバクルー公爵位とバクルー伯爵家が元来持っていた称号の継続が認められたため、アンの死後に孫のフランシス・スコットがバクルー公爵位を継ぎ、現在もこの家系は継続している。
ジェームズ2世は甥を刑死させるのに忍びず、彼を死ぬまで監禁させたという説がある。顔が知られないよう鉄の仮面を被せ、フランスへ連れて行かれたというものである（鉄仮面）。

## 子女
夫人アンとの間に以下の子女をもうけた。
- シャーロッテ（生年未詳 - 1683年）
- チャールズ（1672年 - 1673/4年） - ドンカスター伯爵
- ジェームズ（1674年 - 1704/5年） - ダルキース伯爵、息子フランシスがアン・スコットの保持していたバクルー公位を継承した。
- アン （1675年 - 1685年）
- ヘンリー（英語版）（1676年 - 1730年） - 初代デロレーヌ伯爵（英語版）（1706年叙爵）
- フランシス（1678年 - 1679年）